# Guanaceví
Guanaceví è un comune e città del Messico, situato nello stato di Durango.